# Mačkovac (Bosanska Gradiška, BiH)
Mačkovac je naselje u općini Bosanska Gradiška, Republika Srpska, BiH.

## Stanovništvo
Nacionalni sastav stanovništva 1991. godine, bio je sljedeći:
ukupno: 476
- Hrvati - 265
- Srbi - 165
- Jugoslaveni - 27
- ostali, neopredijeljeni i nepoznato - 19